# Vadsø
Vadsø je město v severním Norsku. Je správním městem kraje Finnmark. Rozloha města je 1258 km², přičemž samotný intravilán je mnohem menší. Počet obyvatel je 6183 (31. 3. 2013). Na severu hraničí s Båtsfjordem, na severovýchodě s Vardø a na západě s Nesseby.
Město leží na jižním pobřeží Varangerského poloostrova při Varangerfjordu a z části leží na ostrově Vadsøya. Podnebí je ovlivněno značnou zeměpisnou šířkou a blízkostí Barentsova moře, nicméně místy dovoluje vegetovat porostům bříz.
Přes Vadsø prochází mezinárodní silnice E75 z Vardø do Kemi při Botnickém zálivu a do dalekých finských Helsinek. Ve městě je letiště a přístav.
Na začátku 16. století bylo Vadsø rybářskou vsí s kostelem na ostrově Vadsøya. Vadsø má status města od roku 1833, po hladomoru přišli z Finska osadníci, až se finština stala většinovým jazykem. Finštinou se hovoří i dnes. Během druhé světové války bylo město vystaveno několika náletům. Od 1. ledna 1964 zahrnuje Vadsø dřívější obec Nord-Varanger.
V roce 2006 se zde konalo mistrovství světa v snowkitingu.

## Pamětihodnosti
Ve Vadsø bylo v roce 1926 zbudováno kotviště vzducholodí v podobě stožáru, primitivní náhrady plnohodnotného hangáru. Využily jej vzducholodi Umberta Nobile zkoumající polární oblasti, v roce 1926 Norge při cestě s Roaldem Amundsenem a v roce 1928 Italia s Františkem Běhounkem na palubě.

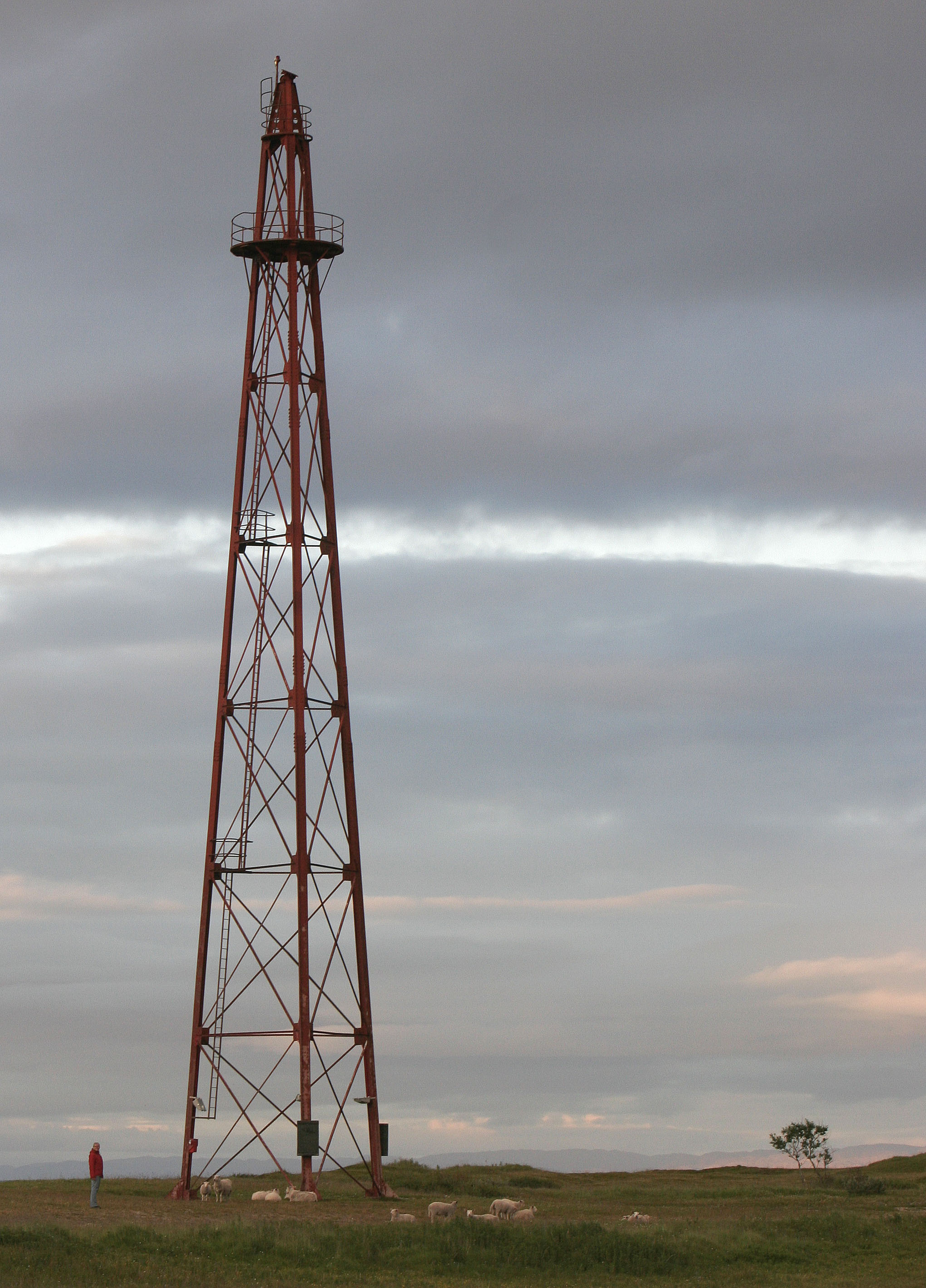
Stožár k uvazování vzducholodí

## Partnerská města
- Holstebro, Dánsko
- Karkkila, Finsko
- Kemijärvi, Finsko

- Murmansk, Rusko
- Oxelösund, Švédsko